# Blossom Chukwujekwu
Blossom Chukwujekwu (Lagos, 23 giugno 1965) è un attore nigeriano, conosciuto per il ruolo di Malik Mustapha nella serie televisiva Castle & Castle.

## Filmografia

### Cinema
- Private Storm (2009)
- Dating Game (2010)
- Crazy Player (2010)
- The Secretary (2010)
- One Voice Makes A Majority (2010)
- Passionate Envy (2010)
- Fate (2011)
- Samantha (2011)
- Showgirl (2011)
- King Solomon And Queen Of Sheba (2011)
- Evil Cult (2011)
- Cobra (2011)
- Commandment 7 (2011)
- Valour (2012)
- Flower Girl (2013)
- The Mirror (2013)
- The Tarzan Monologues (2013)
- The Return (2013)
- Finding Mercy (2013)
- The Undertaking (2013)
- Mirror (2013)
- Stolen Waters (2013)
- Raging Passion (2013)
- Forgetting June (2014)
- Perfect Imperfections (2014)
- Incorruptible (2014)
- Green Eyed (2014)
- Knocking On Heaven's Door (2014)
- The Visit (2015)
- Gbomo Gbomo Express (2015)
- Mr&Mrs Onoja (2015)
- Ghana Must Go (2015)
- A Place Called Happy (2015)
- Falling (2015)
- Okafor's Law (2016)
- My Name is Kadi (2016)
- Black Rose (2018)
- The Big Fat Lie  (2019)
- The Millions (2019)
- Òlòtūré (2019)
- Unroyal (2020)
- Who's the Boss? (2020)
- Omo Ghetto: The Saga (2021)
- Sanitation Day (2021)

### Televisione
- Portrait Of Passion (Michael Umeh, 2009)
- About To Wed (Scorpion, 2009)
- Tinsel (Doctor Akinlolu Hart, 2009)
- Bella's Place (Mr. Mccarthy, 2010)
- My Mum&I (Conman/Angel, 2010)
- Catwalq (Alvin, 2010)
- Married (Allen, 2010)
- Festac Town (Franklin, 2013)
- Shuga (Coach, 2013)
- Surulere (Husband, 2013)
- Desperate Housewives Africa (Lekan, 2015)
- Taste of Love (Kelechi Pepple, 2015)
- Shampaign (Francis Peters, 2016)
- Castle & Castle (Malik Mustapha, 19 episodi, 2018-2021)

## Premi e riconoscimenti
- Africa Magic Viewers' Choice Awards
  - Best Supporting Actor - 2015[1]